# Кузьковский сельский совет (Конотопский район)
Кузьковский сельский совет (укр. Кузьківська сільська рада) — входит в состав
Конотопского района
Сумской области
Украины.
Административный центр сельского совета находится в 
с. Кузьки
.

## Населённые пункты совета
- с. Кузьки
- с. Гуты
- с. Жолдаки
- с. Новоселовка
- с. Раки